# بيم فيربيك
بيم فيربيك (بالهولندية: Pim Verbeek)‏ (مواليد 12 آذار/مارس 1956 في روتردام في هولندا وتوفيّ في 28 آذار/نوفمبر 2019) هو مدرب كرة قدم هولندي.
بدأ فيريبك مشواره التدريبي بتدريب الأندية الهولندية ثم الأسيوية، وبعدها انتقل لتدريب منتخب كوريا الجنوبية لكرة القدم من عام 2006 لغاية 2007 ثم انتقل لتدريب المنتخب الأسترالي لغاية 2010،، منها انتقل بيم فيربيك لتدريب المنتخب المغربي الأولمبي منذ 2011 لغاية 2014 ثمّ درَّب المنتخب العماني منذ 2016 وحقق معهم بطولة كأس الخليج الـ23 في الكويت قبل أن يستقيل عام 2019.

## روابط خارجية
- بيم فيربيك على موقع قاعدة بيانات كرة القدم.إي يو (الإنجليزية)
- بيم فيربيك على موقع ناشيونال فوتبول تيمز (الإنجليزية)
- بيم فيربيك على موقع Soccerbase.com (مدرب) (الإنجليزية)
- بيم فيربيك على موقع Soccerway.com (الإنجليزية)
- بيم فيربيك على موقع عالم كرة القدم.نت (الإنجليزية)
- بيم فيربيك على موقع أوليمبيديا (الإنجليزية)